# 愛爾蘭盃 (賽馬)
愛爾蘭盃（日语：アイルランドトロフィー），是日本中央競馬會（JRA）在東京競馬場舉辦供3歲或以上雌馬競逐的國際二級賽（GII），途程為草地1800米。

## 概述
2025年，日本中央競馬會大幅更改賽事日程，宣佈會將人魚錦標改名為府中牝馬錦標，府中牝馬錦標改名為愛爾蘭盃。
而於後續的消息中，日本中央競馬會宣佈改名後的人魚錦標將會繼承原本府中牝馬錦標的回數，而愛爾蘭盃的回數則以第1回賽事計算。因而於此情況下，實際上為廢除人魚錦標、將府中牝馬錦標降格為國際三級賽（GIII）並移至6月舉行，並於10月新設國際二級賽（GII）愛爾蘭盃。
由於此賽事性質上為繼承府中牝馬錦標的所有條件，因而擁有作為女皇伊利沙伯二世盃前哨戰的地位，首名的JRA所屬馬及跑獲首2名以內的地方競馬所屬馬可獲女皇伊利沙伯二世盃優先出賽權。

### 參賽條件
參賽資格：3歲或以上純種雌馬（最大出賽馬匹數量：18匹）
- JRA所屬馬
- 地方競馬所屬馬（最多3匹，僅限符合特定資格的馬匹）
- 外國訓練馬（最多9匹，優先出賽）

負磅：分齡及條件讓磅（3歲52公斤，4歲或以上54公斤，賽事舉行前的1年內曾贏得一級賽的賽駒增磅2公斤、贏得二級賽的賽駒增磅1公斤，賽事舉行前的1年外曾贏得一級賽的賽駒增磅1公斤）

## 歷史
- 2025年 - 在東京競馬場的草地1800米創立3或以上雌馬國際二級賽（GII）「愛爾蘭盃」。

## 歷屆冠軍
| 屆數  | 日期           | 馬場 | 距離   | 優勝馬 | 性別/年齡 | 時間 | 騎師 | 練馬師 | 馬主 |
| ----- | -------------- | ---- | ------ | ------ | --------- | ---- | ---- | ------ | ---- |
| 第1回 | 2025年10月12日 | 東京 | 1800米 |        |           |      |      |        |      |

## 正賽表現
由2025年起，於此賽事跑獲首名的JRA所屬馬及地方競馬所屬馬可獲女皇伊利沙伯二世盃優先出賽權。
以下列表列出獲得優先出賽權賽駒於正賽的表現。
| 女皇伊利沙伯二世盃 |      |          |          |
| 年份               | 馬匹 | 正賽戰績 | 當屆冠軍 |
| 2025               |      |          |          |